# Наркологический университет миллионов
«Наркологи́ческий университе́т миллио́нов» — одиннадцатый студийный альбом группы «Сектор Газа», выпущенный в мае 1997 года. В 1997 году он занял 16 место по самым продаваемым отечественным альбомам на компакт-кассетах в России.

## Работа над альбомом
По словам Юрия Клинских, идея этого альбома возникла после того, как накопилось много написанных песен про наркологические дела. Клинских признавался, что после издания предыдущего альбома у него начался творческий кризис, и он почти год не мог сочинить ни одной песни, но в декабре 1996 года буквально за месяц написал несколько новых песен, необходимых для выпуска альбома. Начало работы несколько раз откладывалось: со слов Клинских, его выбила из колеи смерть первого барабанщика группы Олега «Крюка» Крючкова. В итоге, к записи альбома удалось приступить лишь в феврале 1997 года. Альбом записывался в Москве в студии «Gala Records». В разгар записи Юрием Клинских был приглашён бас-гитарист Эльбрус Черкезов, работавший сессионным музыкантом в той же студии с 1994 года.
Из воспоминаний Сергея Кузнецова, директора отдела артистов и репертуара «Gala Records», запись студийных альбомов проходила так: Клинских в Воронеже записывал на «болванки» сырую версию альбома, после чего приезжал в Москву, где гитаристом Игорем Жирновым записывалась гитарная партия, Юрием Клинских — вокал, после чего проводилось сведение и мастеринг; таким образом альбомы записывались очень быстро, буквально за пару смен.
В противоречие со сложившимся образом матерщинников, в альбоме «Наркологический университет миллионов» всего две песни с использованием нецензурных слов — «Кусок» и «Хорошо в деревне летом».
В интервью «Вечернему клубу» Юрий Клинских сказал, что переходит на настоящую фамилию, и поэтому на обложке альбома «Наркологический университет миллионов» он указан не как Хой, а как Клинских.
Название альбома является иронической отсылкой к советской телепрограмме «Ленинский университет миллионов».

## Список композиций
Слова и музыка всех песен — Юрий Клинских.
| №                   | Название                                          | Длительность |
| ------------------- | ------------------------------------------------- | ------------ |
| 1.                  | «Опять сегодня»                                   | 2:22         |
| 2.                  | «Кусок»                                           | 2:23         |
| 3.                  | «Новогодняя песня»                                | 2:41         |
| 4.                  | «Песенка»                                         | 3:19         |
| 5.                  | «Похмел»                                          | 3:33         |
| 6.                  | «Самые лучшие тачки»                              | 3:26         |
| 7.                  | «Марш наркоманов» (колумбийская народная)         | 3:23         |
| 8.                  | «Свин»                                            | 4:39         |
| 9.                  | «Любовь раскумаренная»                            | 4:30         |
| 10.                 | «Хорошо в деревне летом»                          | 3:34         |
| 11.                 | «Пора домой»                                      | 3:55         |
| 12.                 | «Звёздная болезнь» (моральным уродам посвящается) | 3:38         |
| 13.                 | «Вальпургиева ночь»                               | 3:55         |
| Общая длительность: | Общая длительность:                               | 45:18        |

| №                   | Название            | Длительность |
| ------------------- | ------------------- | ------------ |
| 14.                 | «Песенка» (remix)   | 6:33         |
| Общая длительность: | Общая длительность: | 51:51        |

## Дополнительная информация о песнях альбома
Новогодняя песня
В песне «Новогодняя песня» использовалась аранжировка песни группы The Beatles — «Ob-La-Di, Ob-La-Da». Текст песни имеет явное заимствование из новогоднего по тематике стихотворения Зинаиды Александровой «Маленькой ёлочке холодно зимой»:

| «Маленькой ёлочке холодно зимой» Маленькой ёлочке холодно зимой, Из лесу ёлочку взяли мы домой. Сколько на ёлочке шариков цветных, Розовых пряников, шишек золотых! Ветку нарядную ниже опусти, Нас шоколадною рыбкой угости! Встанем под ёлочкой в дружный хоровод, Весело, весело встретим Новый год! | «Новогодняя песня» Маленьким девочкам холодно зимой, С улицы девочек взяли мы домой. Сколько на девочках тряпочек блатных, Платьев, колготок, серёжек золотых! Девок хороших под ёлку опусти, Их шоколадною шишкой угости. Встанем мы с девками в дружный хоровод, Весело, весело встретим Новый год! |

Песенка
Контаминация песни для малышей «Мы запели песенку» (музыка Р. Рустамова, слова Ларисы Мироновой).
Похмел
Текст — переделка песни «Я назову тебя зоренькой» (музыка Григория Пономаренко, слова Виктора Бокова) из репертуара Хора русской песни Всесоюзного радио.
Самые лучшие тачки
Песня «Самые лучшие тачки» является кавер-версией песни группы Delinquent Habits — «Juvy», но с оригинальным текстом. В тексте этого произведения есть несколько строчек, позаимствованных у песни «Про лето», написанной Юрием Клинских ещё до создания «Сектора Газа» (эта композиция входит в так называемый «Акустический альбом», который был записан в первой половине 1980-х годов на магнитофонную аудиокассету, а издан в 2015 году под названием «Вой на Луну»).
Марш наркоманов
Композиция песни «Марш наркоманов» основывается на народных латиноамериканских ритмах танго, что указано в буклете альбома самими музыкантами «Сектора Газа» как «колумбийская народная». При этом композиция несёт в себе и элементы североамериканского блюза, что особенно заметно в игре гитариста. В тексте же используется видоизменённая цитата из советской детской песни «На зарядку!» (З. Компанеец — Я. Белинский) из репертуара Большого детского хора: 
| На зарядку, на зарядку, На зарядку, на зарядку становись. | На обкурку, на обкурку, На обкурку, на обкурку становись! |

Свин
Песня «Свин» является кавер-версией песни группы H-Blockx — «Step Back», но с оригинальным текстом. Для этого альбома была сочинена ещё одна песня, которую Юрий Клинских забраковал, заменив её песней «Свин». А первоначально планировавшаяся песня так в итоге нигде не была исполнена, и, по-видимому, утеряна.
Любовь раскумаренная
Песня «Любовь раскумаренная» является кавер-версией песни «Kum Gibi» («Как песок») турецкого певца Ахмета Кая, но с оригинальным текстом.
Хорошо в деревне летом
Песня «Хорошо в деревне летом» является кавер-версией песни группы Lordz of Brooklyn — «White Trash», но с оригинальным текстом. Начальные две строчки первого куплета песни позаимствованы из обсценного фольклорного стишка. В этой песне присутствуют нецензурные слова.
Пора домой
Ещё на этапе работы над альбомом, Юрий Клинских говорил, что эта песня может стать для нового альбома что-то вроде «Тумана» для «Газовой атаки» и будет понятна всем. Песня действительно стала весьма популярной, особенно среди демобилизованных. В 2001 году песня вошла в саундтрек фильма «ДМБ: Снова в бою», в 2008 году — в саундтрек российской компьютерной игры «Противостояние: Принуждение к миру». На песню «Пора домой» был сделан видеоклип.
Я человек нормальный, нетщеславный, но когда на концерте, где из пяти тысяч народу — три тысячи солдат, и все требуют «Пора домой», и говорят мне после концерта, что это их дембельская песня, то понимаешь, что потихоньку начинаешь входить в народную историю…Юрий Клинских
Звёздная болезнь
Текст песни «Звёздная болезнь» был сочинён Клинских ещё в 1990 году, во времена работы над альбомом «Ядрёна вошь». Таким образом, песня пролежала на полке около семи лет, так как не подходила по стилю к предыдущим альбомам.
Вальпургиева ночь
«Вальпургиева ночь» не вошла в основной вариант альбома «Колхозный панк» (1991) на LP, но присутствовала на студийных аудиокассетах (MC). Впервые на CD эта композиция была издана в сборнике «Избранное» (1996), а позже — в альбоме «Наркологический университет миллионов» (1997). Михаил Осокин в своей статье «Газовый фактор – II» отмечал, что в каждом альбоме «Сектора Газа» есть явно выраженная мистическая песня. В «Наркологическом университете миллионов» такой песней стала «Вальпургиева ночь», размещённая к тому же в альбоме под номером 13.

## Участники записи
- Юрий Клинских — лидер-вокал, бэк-вокал, акустическая гитара
- Игорь Жирнов — лидер-гитара
- Игорь Аникеев — клавишные (9)
- Эльбрус Черкезов — бас-гитара (1—3; 5; 9; 12)

## Инструменты и оборудование
| - Гитара Gibson Les Paul Standard - Гитара Washburn - Бас-гитара Fender Jazz Bass - Ударная установка Tama Starclassic - Синтезатор Roland JD-800 - Музыкальная рабочая станция Roland W-30 - Цифровой сэмплер E-mu Emulator III XP | - Микшерный пульт Amek Galileo - Процессор эффектов Lexicon 300L - Процессор эффектов TC Electronic M5000 - Компрессор аудиосигнала Summit Audio DCL-200 - Студийный монитор Urei 815C - IBM PC-совместимый компьютер Power Mac - Программное обеспечение Emagic Logic Audio - Рекордер Akai DR-16 |

## Полемика

### Критика
Разгромной рецензией на альбом отметилась «Музыкальная газета». По мнению издания, Юрий Клинских не продемонстрировал в этом альбоме ничего нового, а продолжил эксплуатировать уже созданный образ. Положительных оценок удостоилась только работа музыкантов, в том числе персонально гитариста Игоря Жирнова, а также заслуга звукорежиссёра в высоком качестве записи и сведения.
…Беда Хоя в том, что желание быть своим у дворовой шпаны сделало его заложником собственного «музыкального цинизма», это когда уже со сцены и с аудионосителя несётся не пошлый стёб, а самые настоящие безвкусица и пошлость, выдаваемые за стёб… Резюме: я спокоен за «Сектор Газа». С ним ничего плохого случиться не может, всё уже случилось…
Рецензия в газете «Экстра-М» была более благожелательна. Отмечалась актуальность темы в свете борьбы с употреблением наркотических веществ, а также эксперименты группы с новыми темами и новым звучанием.

### Обвинение в пропаганде наркотических веществ
В феврале 2005 года Управлением Госнаркоконтроля по Краснодарскому краю из магазинов Краснодара, торгующих аудио и видеопродукцией, в рамках акции по изъятию из продажи «музыкальных произведений, направленных на пропаганду употребления наркотических веществ», был изъят альбом «Наркологический университет миллионов». По словам представителей Госнаркоконтроля, песня «Mapш наркоманов» с припевом «На обкурку становись!» носит характер ярко выраженной пропаганды употребления марихуаны. Летом того же года аналогичную акцию провели сотрудники Госнаркоконтроля в Хабаровске, изъяв из продажи музыкальные альбомы «Сектора Газа», содержащие песни «План», «Сельский кайф» и «Марш наркоманов».